# Interstate 70
Interstate 70 (afgekort I-70) is een Interstate highway in de Verenigde Staten. De snelweg begint bij de aansluiting met de I-15 nabij Cove Fort (Utah) en eindigt bij Baltimore (Maryland). Zowel in Missouri als in Kansas wordt beweerd dat het daar aanwezige deel van de I-70 het eerst aangelegde stuk Interstate highway is. Beide weggedeelten waren echter al aangelegd voor de Highway Act aangenomen werd. Volgens de Federal Highway Administration is het door Glenwood Canyon aangelegde en in 1992 voltooide weggedeelte het laatst voltooide stuk Interstate uit de oorspronkelijke plannen. Een kleine 100 kilometer ten westen van Denver loopt de I-70 door de Eisenhower Tunnel onder de Continental Divide in de Rocky Mountains. De tunnel is gelegen op een hoogte van 3400 meter en daarmee een van de hoger gelegen autosnelwegtunnels in de wereld en het hoogste punt van het Amerikaanse Interstate Highway System.
Een deel van de snelweg, van de kruising met de Interstate 270 in Colorado bij Denver in Colorado in het westen tot de kruising met de Interstate 270 in Maryland bij Frederick in Maryland in het oosten, wordt ook aangeduid als de Dwight D. Eisenhower Highway. De titel gaat op die kruisingen over naar respectievelijk de I-270 van Colorado en de I-270 in Maryland.  Verder westwaarts wordt de titel ook gedragen op deeltrajecten van de I-25 en de I-80.

## Lengte
| Staat         | km   | mijl |  |
|               |      |      |  |
| Utah          | 376  | 232  |  |
| Colorado      | 731  | 451  |  |
| Kansas        | 687  | 424  |  |
| Missouri      | 408  | 252  |  |
| Illinois      | 253  | 156  |  |
| Indiana       | 254  | 157  |  |
| Ohio          | 365  | 225  |  |
| West Virginia | 23   | 14   |  |
| Pennsylvania  | 272  | 168  |  |
| Maryland      | 152  | 94   |  |
|               |      |      |  |
| Totaal        | 3520 | 2173 |  |

## Belangrijke steden aan de I-70
Denver · Aurora · Topeka · Kansas City · St. Louis · Indianapolis · Columbus · Wheeling · Baltimore